# Бересток (Дубровский район)
Бересток — деревня в Дубровском районе Брянской области, в составе Пеклинского сельского поселения. Расположена в 4 км к западу от железнодорожной станции Олсуфьево. Население — 5 человек (2010).

## История
Упоминается с XVIII века как владение Голицыных; в XIX веке — Олсуфьевых. Входила в приход села Голубеи. С 1861 по 1924 в Салынской волости Брянского (с 1921 — Бежицкого) уезда; позднее в Дубровской волости, Дубровском районе (с 1929). До 1954 года — центр Берестокского (Берестовского) сельсовета.
В деревне родился Герой Советского Союза Яков Мартынов.

## Население
| 2010 | 2013 |
| ---- | ---- |
| 7    | ↘3   |